# Чабановский, Михаил Иванович
Михаил Иванович Чабановский (настоящая фамилия — Цыба; укр. Михайло Іванович Чабанівський ; 1910—1973) — советский украинский писатель, журналист, публицист.
Один из первых украинских литераторов своим творчеством и деятельностью, выступивших в защиту окружающей природы.

## Биография
Родился в бедной крестьянской семье. В 1930 окончил педагогический техникум. Учился на заочном отделении Ленинградского университета.
З 1930 работал в средствах массовой информации. Участник Великой Отечественной войны. Начинал войну рядовым бойцом, закончил майором. Сначала был солдатом, потом фронтовым корреспондентом.
После войны работал заведующим отделом прозы журнала «Вітчизна». Проживал в Киеве в доме Ролит (1956—1973).

## Творчество
Дебютировал как поэт в 1931 году на страницах журнала «Робсількор». В 1933 опубликовал поэму «Азовсталь» в газете «Червоний боєць». Писать прозу молодой поэт начал в годы Великой Отечественной войны.
Автор повестей и романов, сборников рассказов, очерков и новелл. Рассказы для детей и юношества М. Чабановского часто печатались в журналах «Барвинок», «Пионерия», «Смена».
Основная тема произведений — события минувшей войны, героизм советского народа, индустриализация страны, трудовые будни украинского села и героика шахтёрского труда. Тематика детских произведений автора разнообразна. Писатель переносит читателей в послереволюционные годы, рассказывает о жизни сельской детворы после войны. Ряд рассказов посвящён школьной учёбе, труду, досугу детей.
Ряд книг посвящён борьбе за охрану природы. Немало страниц произведений М. Чабановского проникнуты любовью к родной земле, к её богатству и красоте. Многие из своих книг (роман «Течет вода в синее море», повести «Стоит явор над водой», «Лебединая сага», сборники рассказов) писатель целиком посвятил изображению образов людей, которые отдают свою жизнь высокому служению родной земле, сохранению её лесов, рек, птиц, зверей, решительно борются против браконьеров, обывателей, бездушных сокрушителей природы.
Писал в лирико-эпической стилевой манере.

## Избранные произведения
- «Свіжа скиба» (сборник рассказов, 1949),
- «Сказочный край» (сборник новелл, «Казковий край», 1951),
- «Под звездами балканскими» (сборник рассказов, «Під зорями балканськими», 1951, рус. пер. 1952)
- «Первые восходы» (сборник, «Перші сходи», 1952),
- «Балканская весна» (роман, ч. 1—3, 1954—1960),
- «Степной цвет» (сборник рассказов, «Степовий цвіт», 1956),
- «Каменное небо» (повесть, «Кам’яне небо», 1958),
- «Стоит явор над водою» (повесть, «Стоїть явір над водою», 1959, рус. пер. 1962),
- «Катюша» (повесть, 1960),
- «Зелёная чаша» («Зелена чаша», 1960),
- «Садик вишнёвый у хаты» (книга очерков, «Садок вишневий коло хати», 1961),
- «Дорогами великой судьбы» (книга путевых заметок, «Шляхами великої долі», 1961),
- «За полчаса до счастья» (повесть, «За півгодини до щастя», 1963);
- «Течет вода в сине море» (роман, «Тече вода в синє море», 1961, рус. пер. 1966),
- «Тайна розового потока» (повесть, «Таємниця рожевого потоку», 1964)
- Третий горизонт (повесть, «Третій горизонт» , 1965),
- «Дорога домой» (повесть, «Дорога додому», 1966),
- «Бережём родную природу» (книга очерков, «Оберігаймо рідну природу», 1968),
- «Журавлинка» (1972),
- «Завещание» (повесть, «Заповіт», 1972)
- «Сидор Ковпак. Биографическая повесть» ("Сидір Ковпак. Біографічна повіст"ь. Литературная редакция М. Чабановского, 1973),
- «Деревій» (повесть, 1973) и др.

Произведения прозаика переведены на многие языки народов СССР.

## Награды
- орден Отечественной войны 2 степени,
- орден Красной Звезды
- медали СССР.

Учреждена литературная премия им. М. Чабанивского.